# Phan Thiết

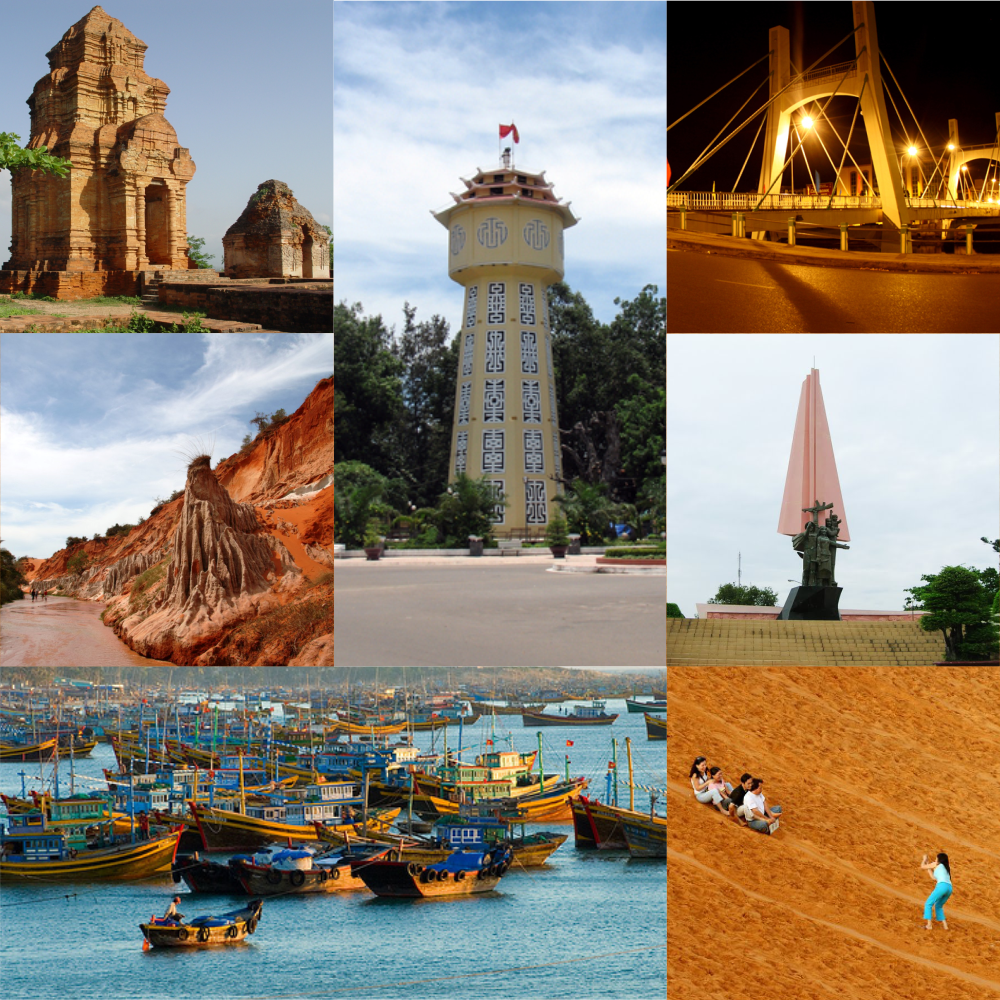
Castell de l'aigua de Phan Thiết.

Phan Thiết és una ciutat dins la província de Bình Thuận al Vietnam, a 200 km de la ciutat de Hô-Chi-Minh (abans Saigon). S'estén al sud de la badia de Cam Ranh.
El 2005, tenia uns 350.000 habitants.

## Història
Binh Thuan formava part del Regne de Txampa.
Durant la descolonització contra França, d'aquesta ciutat partiren els resistents Phan Châu Trinh i Tran Quy Cap.
Durant l'any 1910, Ho Chi Minh, llavors anomenat Nguyễn Tat Thanh, hi hauria residit un temps a la ciutat, fent d'instructor a l'escola Duc Thanh.

## Economia
- Pesca per fabricar el nuoc-mâm.
- Cultiu de la pitaya (fruit del drac).